# Jonathan Leko
Jonathan Kisolokele Leko (* 24. April 1999 in Kinshasa) ist ein englischer Fußballspieler, der seit 2020 bei Birmingham City unter Vertrag steht. Er wird vorrangig als Flügelspieler eingesetzt.

## Karriere

### Verein
Jonathan Leko gab sein Premier-League-Debüt am 2. April 2016 gegen den AFC Sunderland im Alter von nur 16 Jahren. Der Durchbruch als Stammspieler blieb ihm in den folgenden Spielzeiten jedoch verwehrt. Am 28. Juli 2017 wurde er für die gesamte Saison 2017/18 an den Zweitligisten Bristol City ausgeliehen und bestritt elf Spiele in der EFL Championship 2017/18, ehe West Bromwich die Ausleihe im Januar 2018 vorzeitig beendete.
Anfang August 2019 wurde er erneut ausgeliehen, diesmal an den Zweitligisten Charlton Athletic. Der 20-Jährige konnte sich in seiner neuen Mannschaft schnell profilieren und fünf Treffer in einundzwanzig Spielen der EFL Championship 2019/20 erzielen, ehe ein Kreuzbandriss seine Saison und damit die Ausleihe vorzeitig beendete.
Am 28. August 2020 wechselte Jonathan Leko zum Zweitligisten Birmingham City und unterschrieb einen bis 2023 gültigen Vertrag. Für die Saison 2021/22 kehrte er nach Charlton, das nunmehr nur noch drittklassig spielte, zurück.

### Nationalmannschaft
Jonathan Leko bestritt zahlreiche Spiele für Nachwuchsmannschaften der englischen Nationalmannschaft, ist aber auch für den Kongo spielberechtigt.